# Fontoy
Fontoy è un comune francese di 3 173 abitanti situato nel dipartimento della Mosella nella regione del Grand Est.
Fontoy è stata anche il capoluogo del cantone di Fontoy, composto da 12 comuni (per 21 406 abitanti): Gli abitanti di Fontoy sono chiamati Fenschois. Fontoy fa parte della comunità dell’agglomerazione Portes de France-Thionville.

## Geografia fisica
Il comune è nel cuore di un massiccio boscoso e avvallato, che protegge un biotipo ideale per i grandi battute, cinghiali e cervi, piccoli predatori, volpi, mustelidi (donnole, tassi) e selvaggina (principalmente piccioni, conigli e lepri). La caccia è praticata sia in inverno (grandi cacce) che nel resto dell'anno: avvicinamento, caccia e distruzione di parassiti mediante sparatoria e cattura. Come altrove in Mosella, la proliferazione di cinghiali causa danni alle colture e la caccia al cinghiale è possibile tutto l'anno e persino la notte dopo l'ordine prefettizio.

## Origini del nome
- Dal latino fontem, - ensis: "luogo vicino alla sorgente".
- Delle antiche carte riportano tante volte il nome del villaggio come Fenschen.
- Vecchi nomi: Fontes (959), Fontois (1124), Fontoys (1178), Fontoiz (1307), Fonthois (1357), Fontoy (1360), Fenschen (1403), Fensch (1433), Ventz (1473), Wenschem/Venschem/Fensth (1544), Flensch sive Fontoy (1606), Fench (1762).

## Storia
Durante il Medioevo l'est della Francia era diviso in tre grandi ducati: Bar, Lorena e Lussemburgo. Fontoy dipendeva dalla prévôté di Thionville, quindi dalla contea, poi dal Ducato di Lussemburgo e questo, verosimilmente fino al XVII secolo. Il territorio di Fontoy sembrava avere, fino al 1270, la natura di allodio e i suoi proprietari esercitavano direttamente il proprio potere su tale signoria senza intermediari.
Il castello fu distrutto durante la Guerra dei Trent’anni. Una grande torre circolare esiste ancora adesso così come la base della cappella e alcuni elementi del muro. Fontoy fu saccheggiata nel 1595. Divenne francese nel 1643. La famiglia di Fontoy fece la sua apparizione nel XIII e nel XIV secolo e viveva nel castello costruito su un’altura che dominava la città. Delle altre famiglie, signori e proprietari, elessero domicilio dentro questo castello, come fecero i Bauffremont, Rodemack e Brandenbourg.
Fontoy fu scelta come stabilimento di un campo per l'armée du Centre nel 1792, campo comandato dal maresciallo François Jarry de Vrigny de La Villette (1733–1807), che fu conquistato poco dopo. Il 19 agosto 1792, durante la prima guerra della Rivoluzione francese, uno scontro oppose l'armata del maresciallo Luckner alle truppe austriache. Nel 1817, il villaggio dell’antica provincia dei Trois-Évêchés sul fiume Fensch, ricevette in dote il mulino di Gustal; a quell’epoca c'erano 785 abitanti ripartiti in 166 case.
Il comune fu ammesso all'Impero tedesco dal 1871 al 1918. Il periodo fu piuttosto prospero per gli abitanti. Il comune di Fontoy, rinominato Fentsch, fu annesso al Landkreis Diedenhofen-West. Durante l'annessione tedesca, la stazione di Fontoy era l’ultima stazione tedesca prima della frontiera francese. Era molto importante proprio per questa ragione e contava numerosi svincoli delle rotaie, che oggi sono state dismesse. Durante la Prima Guerra Mondiale, molti Mosellani furono arruolati nell’armata dell’Impero Tedesco. Tanti giovani morirono sotto l’uniforme tedesca, in particolare sul fronte occidentale. Nonostante fedeli all’imperatore, i Mosellani accolsero con gioia la fine delle ostilità e la pace. Fontoy ridivenne francese nel 1919, dopo il Trattato di Versailles.
La seconda guerra mondiale e il dramma dell'annessione marcarono per tanto tempo gli animi a Fontoy. Molti dei giovani arruolati nelle forze delle armate tedesche non si ripresero mai. Fontoy ridivenne francese il 13 settembre 1944.

### Simboli

Stemma

Lo stemma è stato adottato dal comune nel corso del secolo scorso. Riprende l'emblema dell'antica famiglia de Fontoy il cui ultimo erede maschio morì nella battaglia di Crécy.

## Monumenti e luoghi d'interesse
- Siti preistorici antichi;

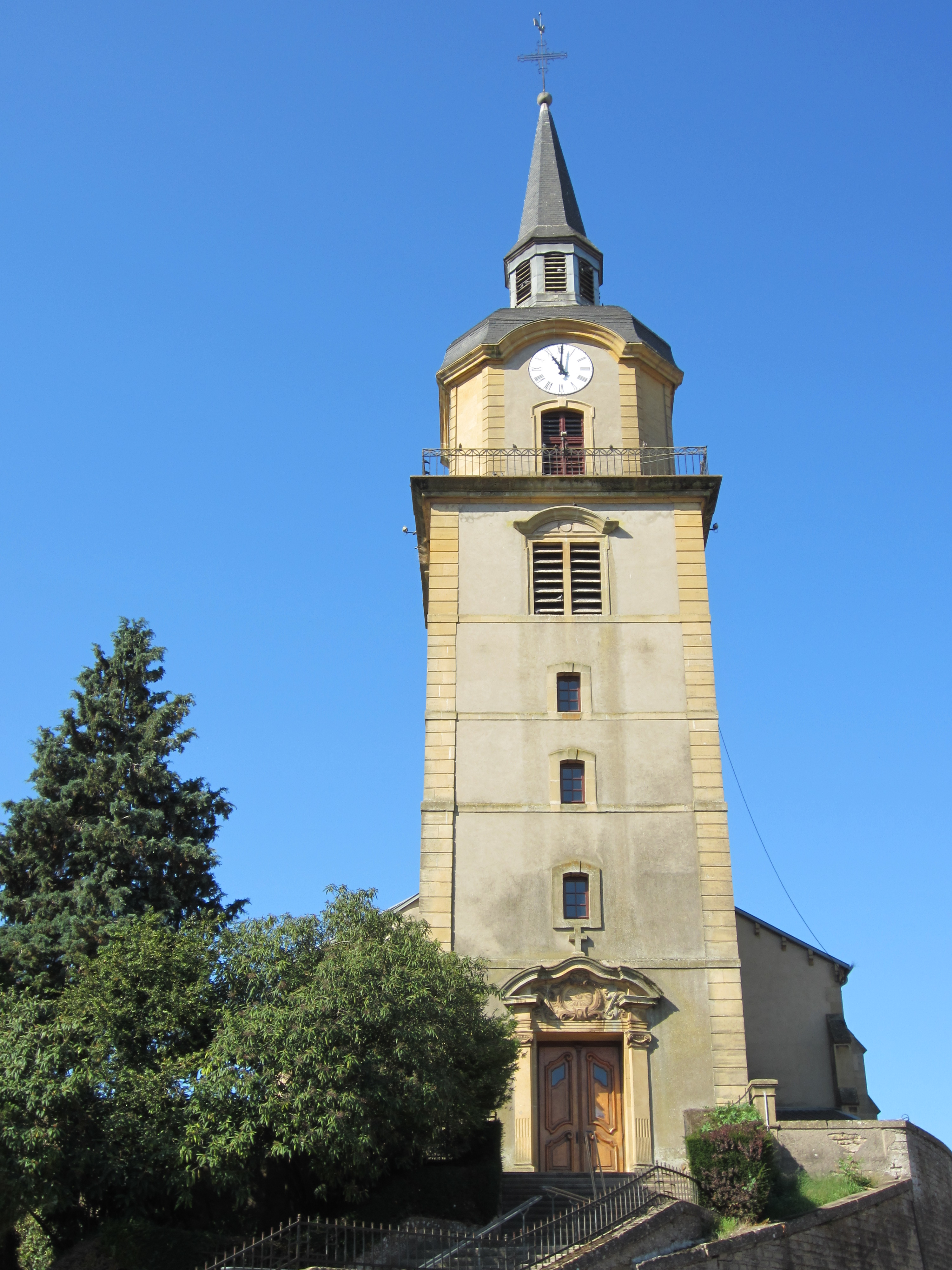
Chiesa di San Pietro

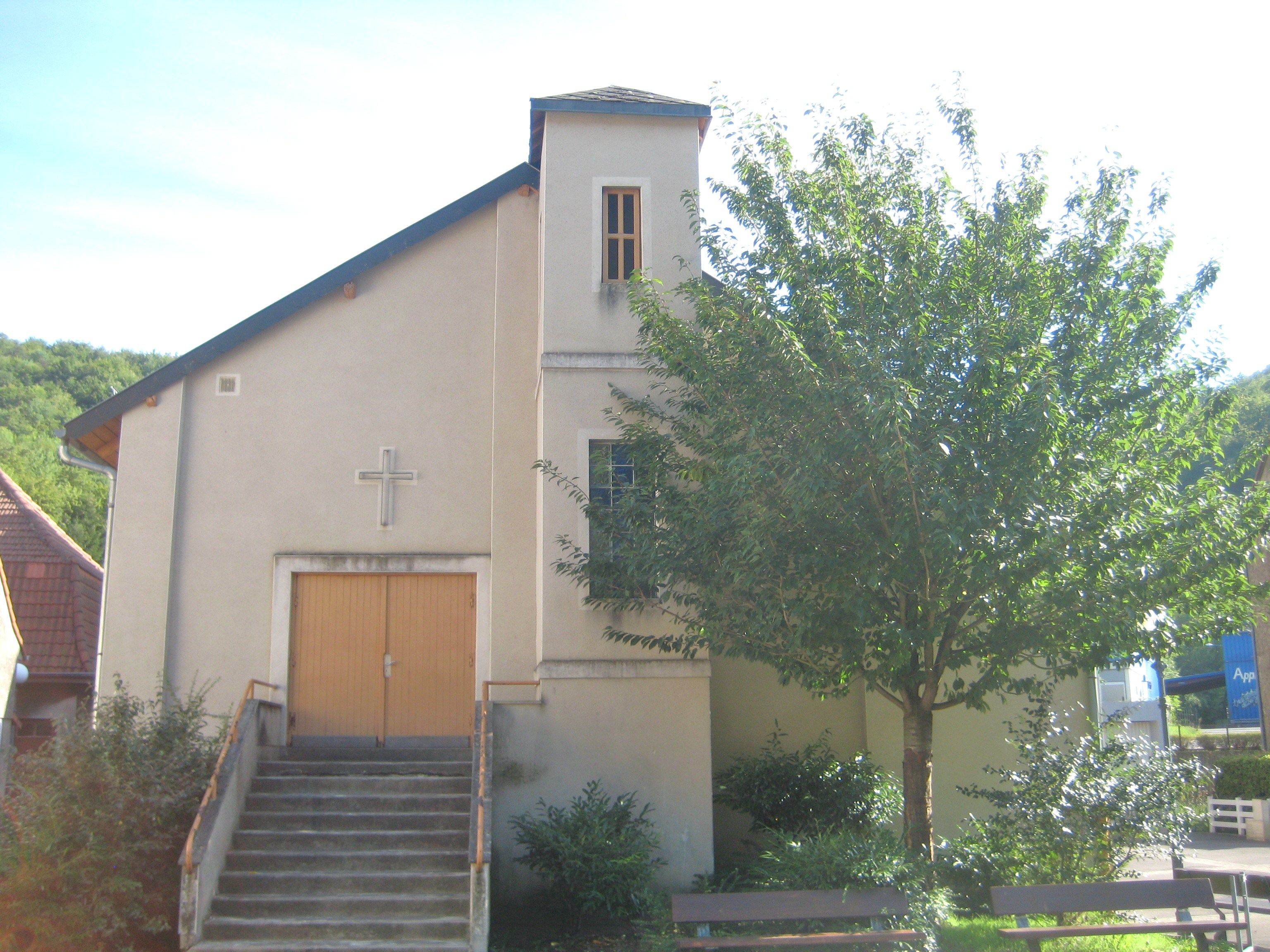
Cappella di Haut-Pont

- Tracce di una strada romana; ritrovamenti di statuette;
- Castello feudale del XII secolo dei signori di Fontoy, di cui non resta che qualche traccia; il tutto costruito a partire da una fortificazione romana: base della cappella castrale, resti di una scala a vista;
- Monumento ai fucilati del Conroy;
- Moulin Brûlé, moulin Gustal, moulin Alvy (scomparso).

### Architetture religiose
- Chiesa neo-romanica di San Pietro 1857: due bassorilievi (Sacra Famiglia e Sant'Anna del XVIII secolo);
- Cappella Sainte-Geneviève (tracce);
- Cappella di Haut-Pont;
- La Vergine: statua della Madonna che tiene in braccio il Bambino Gesù sulla collina di Hutié (vista panoramica di tutta la città);
- Tempio riformato protestante, la costruzione di rue de Longwy iniziata nel 1914 e terminata nel 1930.

### Architetture civili

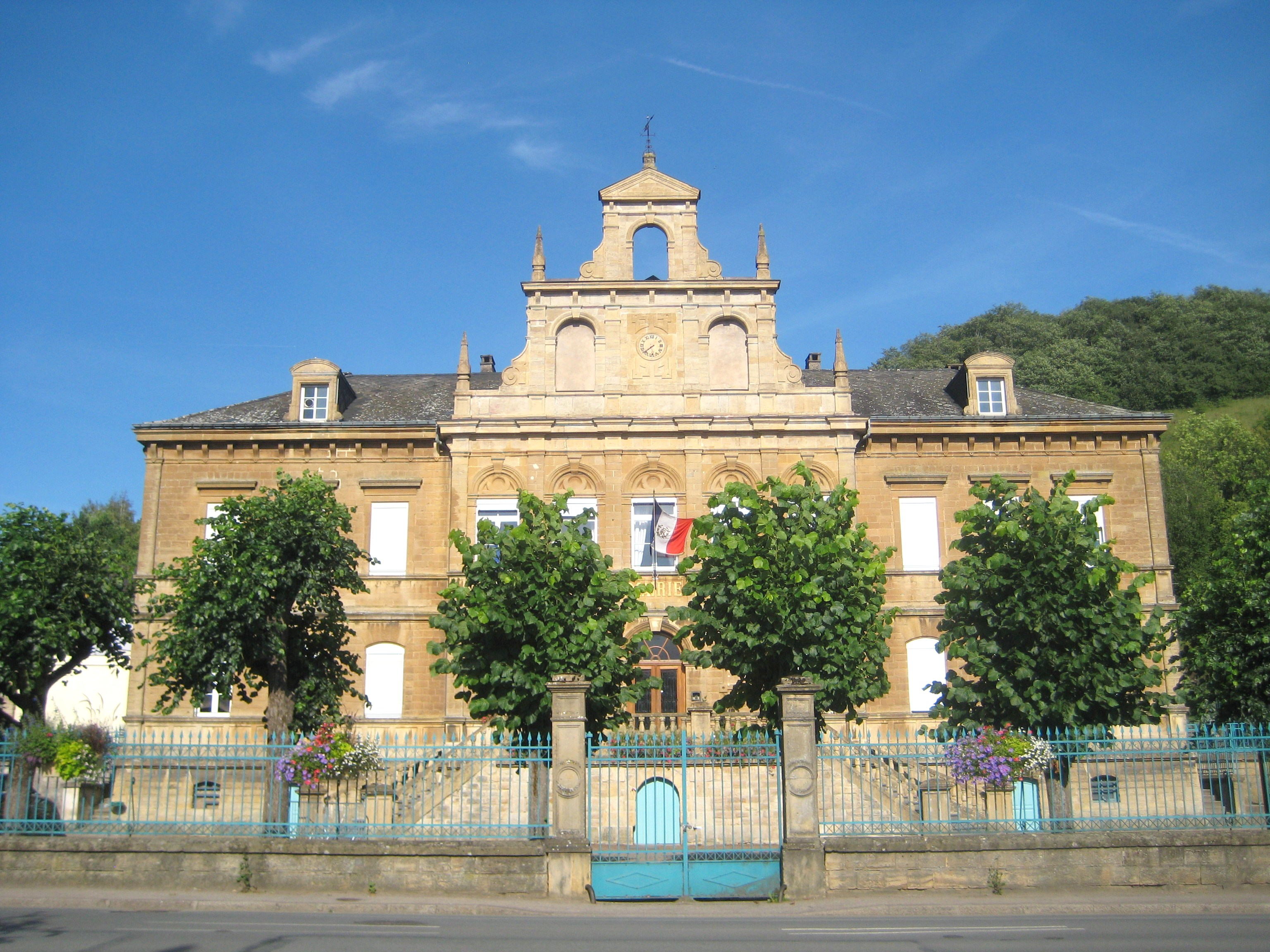
Municipio

- Scritta monumentale sul castello tracciata nell'erba, dietro il municipio, a imitazione di quella di Hollywood. L'idea iniziale è stata quella di un produttore di concimi, che voleva essere sponsor dell'iscrizione;
- Progetto di lotti "le Pogin" nella parte est del comune, inizialmente destinata per dare alloggio agli abitanti di abitazioni danneggiate da cedimenti del terreno
- Scuola Marie-Curie;
- Fontoy possiede un… "Métro", si tratta di un passaggio attraverso una casa in rue de Verdun che conduce attraverso dei giardini a rue Albert-Gérardot.

## Società
L'evoluzione del numero degli abitanti è conosciuta attraverso il censimento della popolazione a partire dal 1753. Dal 2006 le popolazioni legali dei comuni sono pubblicate annualmente tramite l'INSEE.
Nel 2016, il comune contava 3 023 abitanti, in diminuzione dell'1,43% rispetto al 2011.

### Evoluzione demografica
Abitanti censiti

## Amministrazione

### Gemellaggi
Cermenate, dal 28 marzo 1998
Nel 1996, gli abitanti di Fontoy si recano in Italia, nel quadro di un gemellaggio tanto sul piano, culturale che economico e storico. Dopo i fruttuosi scambi, nel 1998, hanno ufficialmente firmato un certificato di gemellaggio.